# 10828 Tomjones
10828 Tomjones è un asteroide della fascia principale. Scoperto nel 1993, presenta un'orbita caratterizzata da un semiasse maggiore pari a 2,1988190 UA e da un'eccentricità di 0,2264494, inclinata di 2,96511° rispetto all'eclittica.